# Wojciech Gajewski (historyk)
Wojciech Gajewski (ur. 1963) – polski historyk, doktor habilitowany nauk humanistycznych, profesor nadzwyczajny Uniwersytetu Gdańskiego, pastor Kościoła Zielonoświątkowego. Specjalizuje się w historii starożytnej, społeczno-religijnych aspektach wczesnego cesarstwa rzymskiego, relacjach wczesnego chrześcijaństwa z judaizmem okresu Drugiej Świątyni, problematyce rodziny i domostwa w kulturze antyku oraz w historii ruchu zielonoświątkowego. Twórca podejścia oikoidalnego w ramach metody społeczno-historycznej (ang. Social-Scientific Criticism) badań religioznawczych. Jest zwolennikiem lustracji Kościoła.

## Życiorys

### Wykształcenie i działalność naukowo-dydaktyczna
W 1998 uzyskał na Wydziale Filologiczno-Historycznym Uniwersytetu Gdańskiego (UG) stopień naukowy doktora nauk humanistycznych w zakresie historii, specjalność: historia starożytna, na podstawie rozprawy pt. Struktura organizacyjna Kościoła do połowy II wieku w Cesarstwie Rzymskim. Stopień doktora habilitowanego nauk humanistycznych w zakresie historii, specjalności: historia starożytna, historia Kościoła otrzymał w 2013 w Wydziale Historycznym UG na podstawie dorobku i rozprawy pt. Ekklesia a oikos w epoce Nowego Testamentu. Kościół w świetle antycznego domostwa na podstawie 1 i 2 Kor oraz przypowieści Mt 7:24-27, Mt 24:45-51; Łk 15:11-32.
Od 1998 roku pracował Instytucie Historii UG jako adiunkt w Zakładzie Historii Starożytnej, w 2015 został profesorem nadzwyczajnym na Wydziale Historycznym UG. Pełni funkcję kierownika Pracowni Religioznawstwa na tym Wydziale. Prowadzi badania nad historią i duchowością ruchu pentekostalnego. Na Wydziale Historycznym prowadzi wykłady i zajęcia z historii cywilizacji antycznych, historii chrześcijaństwa w starożytności, źródeł do wczesnego chrześcijaństwa i religii przedchrześcijańskiej Europy. W badaniach podejmuje także zagadnienia polskiej historii regionalnej (badania nad dziejami wsi na Wysoczyźnie Elbląskiej).
Przez wiele lat był wykładowcą historii Kościoła i historii dogmatów w Warszawskim Seminarium Teologicznym w Warszawie.
Jest żonaty, ma trójkę dzieci.
Od 3 sierpnia 2018 roku jest Honorowym Obywatelem Fromborka.

### Działalność kościelna
Od 1991 roku jest pastorem zboru Chrystusa Zbawiciela Kościoła Zielonoświątkowego we Fromborku.
W latach 2000–2006 uczestniczył w pracach kilku komisji kościelnych Kościoła Zielonoświątkowego (m.in. Komisji Doktrynalnej), pełnił funkcję przewodniczącego Komisji Historycznej, mającej na celu przygotowanie leksykonu polskich zielonoświątkowców oraz Komisji Edukacyjnej. Stojąc na czele Komisji Historycznej zabiegał o to, by zajęła się ona lustracją duchownych Kościoła Zielonoświątkowego. Na synodzie w Zakościelu w 2009 roku wraz z dziewięciu innymi pastorami (m.in. Adam Ciućka, Janusz Lindner) zgłosił projekt lustracji. Projekt ten zakładał stworzenie komisji historycznej, której celem byłoby zbadanie materiałów zgromadzonych przez IPN oraz dokonanie moralnej oceny dla duchownych współpracujących z aparatem bezpieczeństwa. Projekt został odrzucony przez synod.
Jako zwolennik lustracji tłumaczył na łamach magazynu „Cel”, że przyjęte przez Synod KZ rozwiązania są przejawem lęku przed „ujawnieniem ciemnych kart naszej historii”. Według pastora formuła zaproponowana przez prezydium i przyjęta przez Synod jest karkołomna. Według Gajewskiego może to spowodować kolejne odsłony tej kwestii, a nastąpi to w momencie gdy pojawią się naukowe opracowania dotyczące roli agentów w środowisku Zjednoczonego Kościoła Ewangelicznego. „Dopóki milczą archiwa, sprawa wydaje się zamknięta”. 
Członek Rady Konsultacyjnej Chrześcijańskiego Stowarzyszenia Akademickiego. 

## Wybrane publikacje
Jest autorem dwóch monografii oraz ponad 60 artykułów z zakresu historii, teologii, biblistyki, antropologii kulturowej i duchowości pentekostalnej. Jest także autorem haseł encyklopedycznych. 
- Kapłaństwo i urząd (red.) „Christianitas Antiqua. Fontes et Commentationes”, Gdańsk: Wydawnictwo Uniwersytetu Gdańskiego, 2009.
- Charyzmat, urząd, hierarchia, Kraków : Wydawnictwo WAM, 2010.
- Progresywny charakter duchowości pentekostalnej. books.google.pl. [zarchiwizowane z tego adresu (2015-04-17)]. „Przegląd Religioznawczy” 2012, nr 2 (244)
- Ekklesia a oikos w epoce Nowego Testamentu. Kościół w świetle antycznego domostwa na podstawie 1 i 2 Kor oraz przypowieści Mt 7:24-27, Mt 24:45-51; Łk 15:11-32, Gdańsk: Wydawnictwo Uniwersytetu Gdańskiego, 2013.
- Disciplina arcani w chrześcijaństwie, Kraków: Wydawnictwo WAM. Księża Jezuici, 2015[11].

Został redaktorem naukowym (wspólnie z Janem Mironczukiem) monografii wieloautorskiej pt. Pentekostalizm w Polsce. Historia i współczesność (wydawcy: Ostrołęckie Towarzystwo Naukowe im. Adama Chętnika w Ostrołęce, Wyższa Szkoła Teologiczno-Społeczna w Warszawie, Wydawnictwo Naukowe Chrześcijańskiej Akademii Teologicznej w Warszawie), Ostrołęka–Warszawa 2024.